# 臺灣地區無戶籍國民
臺灣地區無戶籍國民，簡稱無戶籍國民，是指未在臺灣地區設有戶籍的中華民國國民。依現行中華民國的《國籍法》第2條：「
有下列各款情形之一者，屬中華民國國籍：
一、出生時父或母為中華民國國民。
二、出生於父或母死亡後，其父或母死亡時為中華民國國民。
三、出生於中華民國領域內，父母均無可考，或均無國籍者。
四、歸化者。」 中華民國之《入出國及移民法》定義臺灣地區無戶籍國民為未曾在臺灣地區設有戶籍之僑居國外國民及取得、回復中華民國國籍尚未在臺灣地區設有戶籍國民。。
這類人士可受到中華民國的外交保護並領取中華民國護照。然而，國籍只是可否居留臺灣的必要但非充分條件。臺灣地區無戶籍國民必須受中華民國《入出國及移民法》管理，且必須在2年期間於臺灣地區居留1年以上，才能享有全民健康保險。除此之外，年滿36歲之男性可免除服兵役義務。

## 背景
有研究者认为，臺灣地區無戶籍國民的产生背景与中華民國政府遷台繼續推動自1895年出現的「大中國主義」且藉由由海外華僑推廣到海外華人社區有關:95。
1990年代初期，中華民國法律體系尚未出现“臺灣地區無戶籍國民”一词，而是使用“台湾地区无户籍人民”。如1991年6月1日，中華民國內政部函颁实施的《國人入境短期停留長期居留及戶籍登記作業要點》规定，“台湾地区无户籍人民”分为两类：“（一）侨居外国或居住港澳地區未曾在台湾地区设有户籍之人民。（二）取得我国国籍之人民。”:95—96
1998年5月22日，司法院大法官頒布《釋字第454號解釋》明示《國人入境短期停留長期居留及戶籍登記作業要點》违宪。同时，将「国籍」等同「國民」概念納入，並以「臺灣地區無戶籍國民」一詞取代「臺灣地區無戶籍人民」，加以明確規範。另外因香港與澳門已移交中華人民共和國，臺灣地區無戶籍國民的身份範圍再予以限縮。:96

## 所在地區
中华民国内政部移民署在实务中，将臺灣地區無戶籍國民依所在地区，分为四种：在海外地區者、在大陸地區者、在香港或澳門者、在臺灣地區者。

### 在海外地區者
在海外地區的臺灣地區無戶籍國民来源之一，是中華民國國民在海外出生的子女:96。从国籍上，可分为多重國籍者和单一中華民國國籍者:58。2012年时，林書豪的个案显示，即使拥有出生地的美国国籍，不申请中華民國護照，仍被中華民國政府视为中華民國國民（臺灣地區無戶籍國民）:102。2020年7月，林書豪取得中華民國護照。外界认为他取得中華民國護照的动机，即是要与鄭志龍、林志傑、刘铮等来自臺灣地區的运动员相类，以“本土内援”身份参加中国男子篮球职业联赛。
单一中華民國國籍的臺灣地區無戶籍國民多是来自单一国籍制的菲律宾、韩国、日本:58。大約2,000名臺灣地區無戶籍國民原先居住於菲律賓。許多菲律賓華人的父母是從中華民國控制的中國大陸地區而來，這些華人皆擁有單籍中華民國國民身分，也沒有菲律賓公民身份，因菲律賓的法律是以父母親的國籍。由於其雙親與臺灣地區沒有聯繫，因此屬於臺灣地區無戶籍國民。另外一群臺灣地區無戶籍國民是所謂的泰緬孤軍：中華民國陸軍士兵在國共內戰後期，與其後代從雲南省逃亡至泰國北部與緬甸北部。
還有原籍山東的韓國華僑大多數是中華民國臺灣地區無戶籍國民。这一群体以外僑身份居留韓國，並在當地設有華僑學校及華僑協。日常生活中，持有外國人登錄證和中華民國護照。有作者指，与很早之前便開放華僑成為國民的政策的馬來西亞、泰國、印尼等国相比，不允許雙重國籍的韓國，早期實行「排華政策」，所以韓國華僑和其在韩国出生的子女，多选择中華民國國籍。

### 在大陸地區者
在大陸地區的臺灣地區無戶籍國民来源之一是，台湾居民“在大陸地區出生之未成年子女”，以及台湾居民和大陸地區人民在中国大陆出生的“未滿一歲之子女，且未在大陸地區設有戶籍或領用中國大陸護照”。

### 在香港或澳門者
香港、澳門交接前，中国籍港、澳居民可以持中華民國僑務委員會发出的華僑身分證明書申请中華民國護照。而在台湾读书的港澳僑生亦是港澳地区的臺灣地區無戶籍國民来源之一:62。港澳移交后，台湾居民在“香港及澳門出生之未成年子女”亦是港澳地区的臺灣地區無戶籍國民来源之一。在地的护照相关事务处理机构分别是大陸委員會香港、澳門辦事處。
香港交接儀式前，中华民国政府制定《香港澳門關係條例》的第一章条4条承认港澳居民中“取得華僑身分者及其符合中華民國國籍取得要件之配偶及子女，在本條例施行前之既有權益”。但自港澳被納入中華人民共和國領土後，中华民国政府不再定义港澳为侨区。中華民國外交部在实务中，不再向持華僑身分證明書的港澳居民发放（无户籍）中華民國護照，但2013年时有香港侨生通过个人努力逐个部门交涉，依華僑身分證明書申请到（无户籍）中華民國護照，但此类申请者被内政部以香港居民身份为由，不得申请签发临人字号入国许可，以致无法入境台湾。2014年1月4日，内政部修正相关规定后，正式公布可以申请临人字号入国许可，有效期1年:62—63。

### 在臺灣地區者
在臺灣地區的無戶籍國民，来源之一是进入臺灣地區定居、工作的海外华侨。1991年之前，海外华侨进入臺灣地區后，由本地人担保，即可注册户籍，成为臺灣地區居民:42。1991年后，中華民國政府改变出入境政策，需申请「入出国许可」，六个月后必须离境，再次申请入境。1999年，中華民國政府制定《入出国及移民法》后，华侨归入臺灣地區無戶籍國民。在台湾地区有直系亲属的华侨，才有申请在臺灣地區居留的权利。后经韩国华侨抗议，华侨取得臺灣地區居留权:56—58。
仅有中華民國國籍、定居臺灣地區的無戶籍國民群体，以菲律宾华人为典型。他们多是菲律宾华人二代、三代。1980年代，因臺灣經濟繁荣，做为底层劳动者前往台湾地区务工:58—59，61。1990年代后，菲律宾华人多有因政府政策改变成为逾期停留的“黑户”。2010年，內政部移民署同意在1999年《入出国及移民法》实施之前进入臺灣地區、逾期停留菲律宾华侨取得居留权。2010年至2013年间，通过专案取得合法身份的菲律宾华侨约有940人:58—61。

## 身分證明文件與護照

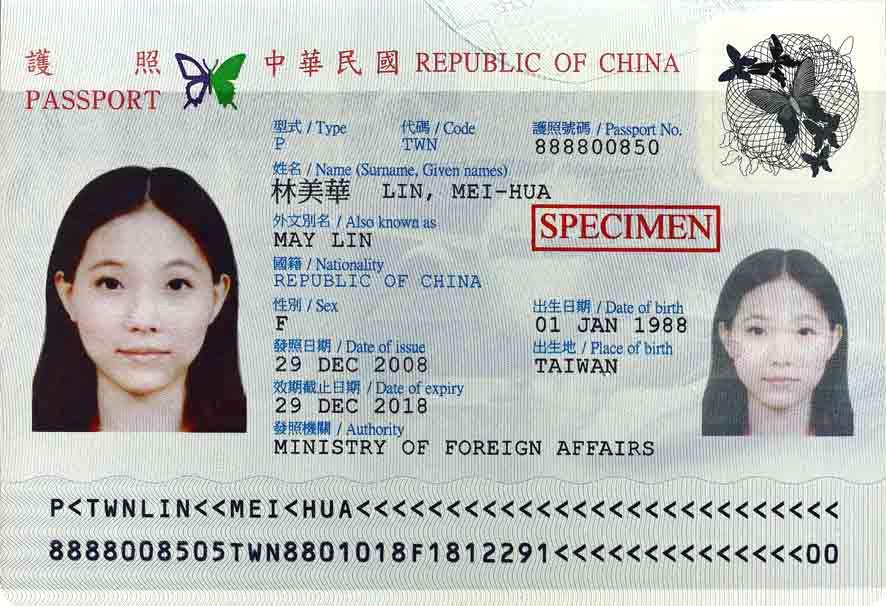
臺灣地區無戶籍國民的中華民國護照，在個人資訊頁中沒有列出中華民國國民身分證統一編號

現時臺灣地區無戶籍國民不能直接申領中華民國國民身分證。此類國民如獲得居留臺灣的許可，則必須先領取中華民國居留證。如果要取得國民身分證，必須符合居留期間規定並需在臺灣地區進行首次戶籍登記。
臺灣地區無戶籍國民有資格領取中華民國護照。事實上，《護照條例》並沒有提到戶籍登記為取得護照的先決條件。《護照條例施行細則》提供臺灣地區無戶籍國民領取護照的詳細規則。在該法第4條規定，臺灣地區無戶籍國民在申請護照時不必出示國民身分證。第12條規定臺灣地區無戶籍國民可在護照上取用中文姓名；相反，其餘國民的護照只能使用身分證上的中文姓名。第11條第1項第5款規定，國民身分證統一編號只會在有戶籍國民的護照個人資料頁上顯示。因此，臺灣地區無戶籍國民的護照不會出現身分證統一編號。
中華民國法律規定，中華民國護照可以用特殊方式，發給同時擁有香港居民、澳門居民或大陸地區人民身份之中華民國國民。在《護照申請及核發辦法》第15條規定，香港居民、澳門居民、大陸地區人民或持有中國大陸當局發行之護照的人民，只能在特殊許可下取得中華民國普通護照；此外，如果中華民國護照持有者（不論是否在臺灣地區設有戶籍）成為大陸地區人民，其護照將會被撤銷。2010年代之后，此类人士被称为“脫台者”。然而，在主權移交前取得華僑身分的香港與澳門居民，則不適用其特別許可規定；相反，他們仍可能適用其他海外華人的申請規範。

## 入出境管制

### 臺灣地區

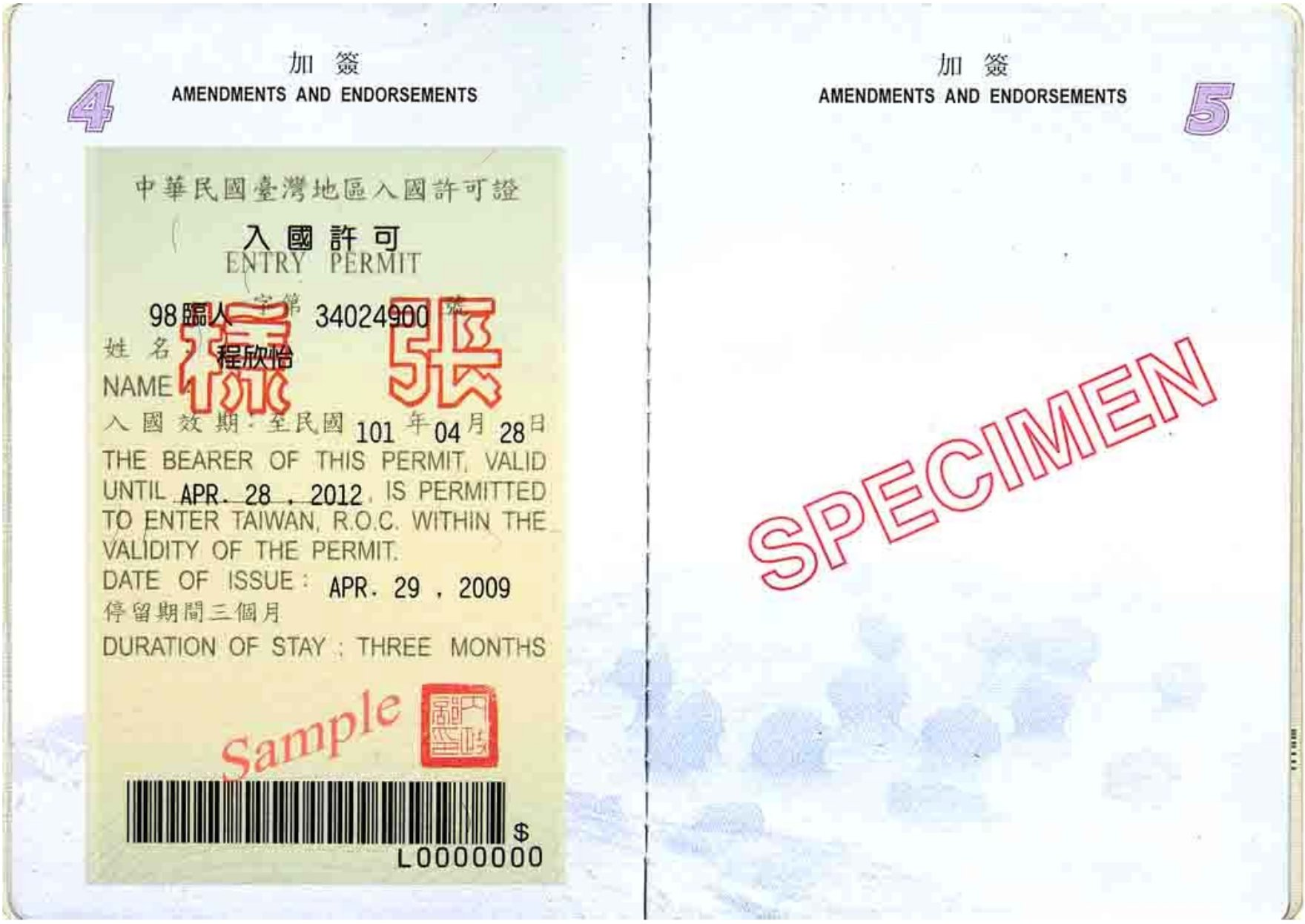
臺灣地區無戶籍國民護照內的臨人字入國許可證（限國外申請），可允許在有效期間內多次進入臺灣地區，每次可停留3個月，之後可再延期3個月

1991年，中華民國政府制定更嚴格的邊境管制措施，限制臺灣地區無戶籍國民進入臺灣地區以及領取身分證。在《入出國及移民法》第8條規定，臺灣地區無戶籍國民可以在臺灣地區停留3個月，並可以延長3個月。第7條則允許內政部移民署拒絕臺灣地區無戶籍國民的入境許可；第14條及第15條則允許移民署驅逐已入境臺灣地區的無戶籍國民；拒絕入境及驅逐出境的方式另訂有詳細的規範。至於港澳居民及大陸地區人民則有單獨的拒絕入境及驅逐出境法規。1991年至2011年，中華民國政府統計紀錄顯示，有9,138,211臺灣地區無戶籍國民人次以短期停留方式入境臺灣地區（不含港澳居民及大陸地區人民）；而臺灣地區無戶籍國民的每年入境人次從1991年的1,444,830人次，逐年降至2003年的19,679人次，此後僅略微增加。
根據2023年6月《入出國及移民法》修法前的規定，臺灣地區無戶籍國民持有中華民國護照進入臺灣地區，必須要在駐外館處申請臨人字入國許可證，或持有居留證，或取得僑務委員會背書或批准，或是已註記持有F-2或F-5居留簽證的韓國外國人登錄證。2011年8月，中華民國外交部規畫臺灣地區無戶籍國民無需申請臨人字號入出國許可，即可使用中華民國護照入境臺灣地區。2023年6月，《入出國及移民法》完成修法，自2024年1月起，持有有效中華民國護照的無戶籍國民「預定臨時入國停留三個月內出國，且備有我國有效護照及訂妥回程或次一目的地之機、船票者，得免申請入國許可」，但不得像持有有效臨人字號入國許可證的無戶籍國民般於三個月停留期限屆滿前得申請延期停留一次。
臺灣地區無戶籍國民的入國許可證件種類如下：
一、臨人字號入國許可：有效期間內得多次使用。
二、單次入國許可證：有效期間內得入國一次。
三、多次入國許可證：有效期間內得多次使用。
四、臨時入國許可證：有效期間內得入國一次。
五、臨時入國停留許可證：有效期間內得入國一次。
1997年第十四世達賴喇嘛造訪臺灣時，當時的中華民國政府是由內政部警政署核發入出境許可證。然而在2001年第十四世達賴喇嘛再次造訪臺灣時，則是以無國籍身份申請，並由領事事務局依據印度政府核發之身份證明書給予簽證。

### 中國大陸與香港、澳門地區

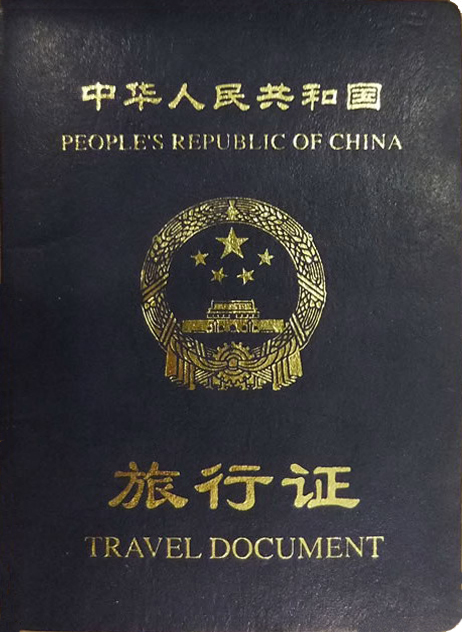
中華人民共和國旅行證

由於臺灣地區無戶籍國民無法持有中華民國國民身分證，這類人士無法依照有戶籍國民的方式至中國大陸及香港旅遊。臺灣居民來往大陸通行證必須以國民身分證或戶口名簿（16歲以下）申請。同樣地，香港的入境政策規定必須持有特區政府認可的身份證明文件，只包含國民身分證或註記國民身分證統一編號的旅行文件。
針對想要在中國大陸及港澳旅行，但沒有取得中國大陸旅遊許可的臺灣地區無戶籍國民，中華人民共和國駐外使領館規定，如果持有外國護照者，應以外國護照申請簽證；如果只持有臺灣當局發行之旅遊證件，則應當申請中華人民共和國旅行證；至於前往香港的臺灣地區無戶籍國民，則必須進一步向香港入境事務處申請入境許可。部分駐外使领馆（亞特蘭大、伯斯、雪梨）以及駐香港特派員公署規定可持有臺灣當局發行之旅遊文件副本申請旅行證；然而其他駐外使领馆（布里斯本、開普敦、哥本哈根、愛丁堡、渥太華、溫哥華）則規定必須以中華民國國民身分證副本申請。韓國出生的日本華僑女演員邢慧君（後藤希美子）於2003年前往中國大陸工作，在申請入境許可時遇到麻煩；最後她取得華僑通行證
，作為中國大陸地區旅行許可的替代品。

### 其他司法管轄區

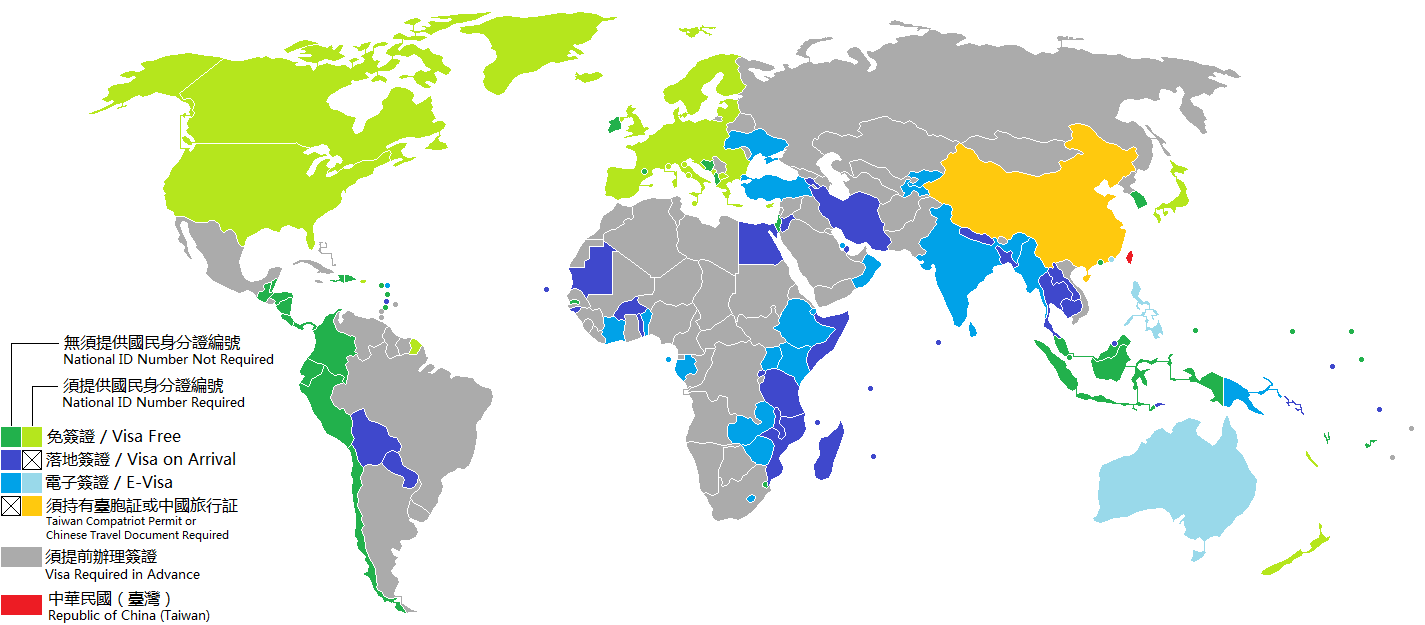
居住臺灣地區設有戶籍國民與臺灣地區無戶籍國民護照的簽證要求比較。

授予中華民國護照持有者免簽證或落地簽證的國家及地區可能會限制部分人士的免簽證或落地簽證資格，其判定原則在於護照上是否有國民身分證統一編號。由於臺灣地區無戶籍國民沒有國民身分證，因此他們的護照不能獲得部分國家的免簽證資格，如澳大利亞、加拿大、紐西蘭、日本、申根區、英國以及美國。2010年，時任外交部政務次長沈呂巡表示，在與澳大利亞協商免簽證措施期間，曾提出將臺灣地區無戶籍國民也納入免簽證範圍中，但澳大利亞方認為這類人士缺乏返回原居地的條件而拒絕這項請求。同樣地，美國只授予印有身分證統一編號的中華民國護照持有者免簽證；沒有身分證統一編號的中華民國護照持有者被視為無國籍人士而需要申請簽證，排除在臺美簽證互惠的框架之外。臺灣地區無戶籍國民持中華民國護照入境新加坡，則必須要有臨人字號入出國許可。目前臺灣地區無戶籍國民持中華民國護照可以免签证入境除梵蒂冈外其余11个中华民国的邦交国。

## 居留臺灣地區
《入出國及移民法》第9條列出臺灣地區無戶籍國民在臺灣地區居留的條件，包含就業、學習與投資。第10條則規定臺灣地區無戶籍國民可在一定條件下，於居留滿一定期間後進行戶籍登記。《臺灣地區無戶籍國民申請入國居留定居許可辦法》提供更多法律規定的流程細節。港澳居民居留臺灣地區與進行戶籍登記則以單獨法規進行管理；基於人口增長、經濟發展與社會穩定的隱憂，中華民國政府對大陸地區人民的居留與戶籍登記採取更嚴格的管制措施。依據《入出國及移民法》第12條，除非是歸化人士，或是未滿20歲且其父母在臺灣地區設有戶籍者，否則使用外國護照或無國籍旅行證件入境臺灣地區的臺灣地區無戶籍國民不得申請居留。
許多泰緬孤軍的後代會以偽造或被盜的護照入境臺灣，通常會進入臺灣的大學院校就學。即便他們這類行為被發現，原居國不會接受這些人的遣返，因為這些國家不承認他們為該國公民。2009年，立法院通過《入出國及移民法》修正案，豁免1999年5月21日至2009年12月31日止無法遣返的875位移民以及107名抵達臺灣的海外藏人，並給予申請居留許可的權利，相關內容明訂於該法第16條。
某些外國人可能會以特殊方式歸化中華民國國籍，成為臺灣地區無戶籍國民，也就是「因歸化取得中華民國國籍但未設籍國民」。在臺灣地區設有戶籍的父母，於海外地區生下子女，這類人士也屬於臺灣地區無戶籍國民。然而根據《入出國及移民法》第9條第1項及第3項，上述兩類公民必須在沒有其他特定資格下在臺灣地區獲得居留許可，並在居住一段時間後進行戶籍登記。同法第10條第1項及第3項則規定進行戶籍登記所必須居留的年限：連續居住1年、居留滿2年且每年居住270日以上，或居留滿5年且每年居住183日以上。
2023年6月，《入出國及移民法》完成修法，自2024年1月起，無戶籍國民可透過不斷的合法短暫停留滿五年，且每年在臺一百八十三日以上，從而申請取得居留資格，稍為放寬修法前連續停留七年的要求。無戶籍國民取得居留身份後，居留滿一年且居住三百三十五日以上，或連續居留滿二年且每年居住二百七十日以上，得申請定居並登記戶籍。

## 人數統計
2009年7月31日，中華民國政府公函（领一字第0985130429号，函覆立法委员林淑芬国会办公室）指出，持有效期内中華民國護照的臺灣地區無戶籍國民约6.1万人，其中来自韩国的1.2万人，来自菲律宾的1.1万人:58。

### 在台居留人數
臺灣地區無戶籍國民在台居留人數，在2020年只有4,571名，不但少於大陸地區和香港地區來台的居留人數，更不到同年在台外國持有居留證789,076人的百分之一。

| 年度 | 大陸地區人民 | 大陸地區人民 | 香港居民 | 香港居民 | 澳門居民 | 澳門居民 | 臺灣地區無戶籍國民 | 臺灣地區無戶籍國民 | 外僑                     |
| 年度 | 居留         | 定居         | 居留     | 定居     | 居留     | 定居     | 居留               | 定居               | 在臺外僑居留人數（年底） |
| ---- | ------------ | ------------ | -------- | -------- | -------- | -------- | ------------------ | ------------------ | ------------------------ |
| 2020 | 6,055        | 2,149        | 10,813   | 1,576    | 1,002    | 134      | 4,571              | 7,309              | 789,076                  |
| 2019 | 11,283       | 4,399        | 5,858    | 1,474    | 1,104    | 193      | 4,352              | 10,359             | 797,122                  |
| 2018 | 11,684       | 4,884        | 4,148    | 1,090    | 1,141    | 177      | 4,552              | 10,830             | 758,583                  |
| 2017 | 12,953       | 6,087        | 4,015    | 1,074    | 1,416    | 177      | 6,017              | 9,437              | 717,736                  |
| 2016 | 14,857       | 8,212        | 4,057    | 1,086    | 1,772    | 187      | 4,366              | 9,587              | 671,375                  |

1991年至2001年，共計141,660名臺灣地區無戶籍國民獲得居留權，215,825名臺灣地區無戶籍國民已進行戶籍登記而取得有戶籍身份。與短期造訪的人數相反，臺灣地區無戶籍國民的居留與戶籍登記人數呈現上升趨勢，居留人數從1,085人上升到4,903人，戶籍登記人數從10,820人上升到17,048人。

## 其他國民權利與義務
臺灣地區無戶籍國民不能享有全民健康保險，這個議題在2010年引發了抗議行動。如果臺灣地區無戶籍國民的雇主沒有為他們購買醫療保險而遭受職業傷害，這類國民也無法獲得勞工賠償；其中一個代表案例是居住在臺灣10年以上的臺灣地區無戶籍國民蔡忠理。他在工廠事故中失去手臂後，無法獲得勞工賠償。2011年，某位臺灣地區無戶籍國民與另一位前臺灣地區無戶籍國民開始收集連署，準備參與2012年中華民國立法委員選舉。這兩位臺灣地區無戶籍國民與另外三名與他們一起參與競選的外國移民，依法沒有參選資格，但他們無論如何會繼續收集連署，以喚起大眾對於健保法規現況的瞭解。
依據《就業服務法》第79條，臺灣地區無戶籍國民必須申請就業許可，才能在臺灣地區工作；但只有中華民國國籍而沒有其他國家國籍的臺灣地區無戶籍國民，以及依據《外國專業人才延攬及僱用法》第25條經歸化取得中華民國國籍者可以豁免申請許可。
根據《歸化我國國籍者及歸國僑民服役辦法》第3條規定，從未登記過臺灣地區戶籍之臺灣地區無戶籍國民並非徵兵對象，除非他們已進行戶籍登記並從登記之日起算滿1年，才會賦予服役義務；曾有戶籍者則從回國翌日起算滿1年後恢復服役義務。

## 備註
1. ↑  「大陸地區人民」指的是在《臺灣地區與大陸地區人民關係條例》中，於中國大陸設有戶籍之人民。參見, , Taipei: Ministry of Justice,   [2011-12-22], （原始内容存档于2017-11-03）。
2. ↑  中華民國所定義的「香港居民」或「澳門居民」，在《香港澳門關係條例》中指的是只持有英國國民（海外）護照或香港當局簽發之旅行文件的永久居民；澳門居民也是類似的規定，即只持有葡萄牙護照或澳門當局簽發之旅行文件的永久居民。上述規定與《香港基本法》、《澳門基本法》中的規定有所差異。參見, , Taipei: Ministry of Justice, 2006-05-30  [2011-12-21], （原始内容存档于2021-04-16）。
3. ↑  As stated by the Bureau of Consular Affairs, "Passports issued since 20 May 2000, meet the definition of a passport under INA requirements as long as they contain a national identification number on the biographic page. Despite the term 'passport' on the cover, documents that do not show that the bearer has a Taiwan national identification number do not allow the bearer unrestricted right to enter and/or reside in Taiwan and do not satisfy the definition of a passport under INA 101 （页面存档备份，存于）(a)(30). Pursuant to 22 CFR 41.104 （页面存档备份，存于）(b), the Department has waived the passport requirement for bearers of such documents, who may be issued visas on Form DS-232 if they are otherwise eligible. Visas should be limited to a single entry within three months. Such persons are considered stateless for visa issuing purposes."
4. ↑  「無國籍人、中華民國國民兼具外國國籍而未在國內設籍者，其受聘僱從事工作，依本法有關外國人之規定辦理。」, , Taipei: Ministry of Justice, 2009-05-13  [2011-12-30], （原始内容存档于2021-04-22）